# Thomas Persson (generaldirektör)
Thomas Persson, född 1959, är en svensk lärare och mellan 2014 och 2023 generaldirektör för Myndigheten för yrkeshögskolan.

## Biografi
Thomas Persson har en fil kand i statsvetenskap och är också mellanstadielärare. Han var studentkårsordförande och vice ordförande i Sveriges förenade studentkårer i mitten av 1980-talet.
Persson har varit förvaltningschef med ansvar för skola/utbildning i Lidköpings kommun (1995-1999) , Jönköpings kommun (2000-2003) och Stockholms kommun (2003-2013). Persson har också 2012-2013 utfört utredningar inom utbildningsområdet på uppdrag av Sveriges regering.
Under sin tid som utbildningsdirektör i Stockholms stad var Persson ansvarig för upphandlingen av ett nytt IT-baserat stöd för förskolor, grundskolor, gymnasieskolor och vuxenutbildning. Det framåtblickande utvecklingsprojektet Skolplattformen blev senare mycket kritiserat.  
Persson har varit ledamot i flera myndighetsstyrelser som Universitets- och högskoleämbetet 1987-1991, Myndigheten för skolutveckling 2003-2008 och Skolverket 2009-2015.
Thomas Persson tog initiativ till att Föreningen Sveriges skolchefer bildades 2001. Innan dess hade han arrangerat nationella möten för skolchefer. Persson var föreningens förste ordförande 2001-2013 och tog initiativ till en serie av internationella konferenser riktade mot skolchefer och forskare, The Stockholm Summit 2008-2010-2012.
Persson är även sedan 2005 ledamot av styrelsen i Svenska Basketbollförbundet och sedan 2011 i Riksidrottsförbundets (RF) och SISU idrottsutbildarnas valberedningar. Från 2017 är han ordförande i RF:s och SISU:s gemensamma valberedning.